# Martin Mbarga Nguélé
Martin Mbarga Nguélé, né le 1er juillet 1932 est un haut fonctionnaire camerounais, chef de la police et conseiller à la présidence du Cameroun.

## Biographie

### Carrière
Martin Mbarga Nguélé a été ambassadeur du Cameroun en Espagne,. Il est le chef de la police camerounaise et a rang de ministre. Il est conseiller à la présidence du Cameroun. 
Il contribue à améliorer la sécurité et à mettre en place des documents d'identité dans le pays, notamment la numérisation des actes de naissance, l'attribution de cartes d'identité et de passeports. 
Il remet de la discipline et des procédures dans les effectifs de la police.